# Tillandsia chartacea
Tillandsia chartacea es una especie de planta epífita dentro del género  Tillandsia, perteneciente a la  familia de las bromeliáceas. Es originaria de Colombia. 

## Taxonomía
Tillandsia chartacea fue descrita por Lyman Bradford Smith y publicado en Contributions from the United States National Herbarium 29(10): 437, f. 42 d, e. 1951.
Etimología
Tillandsia: nombre genérico que fue nombrado por Carlos Linneo en 1738 en honor al médico y botánico finlandés Dr. Elias Tillandz (originalmente Tillander) (1640-1693).
chartacea: epíteto latíno que significa "como papel"
Sinonimia
- Tillandsia chartacea var. chartacea	[4][5]